# Burgos (Pangasinan)
Burgos (Bayan ng Burgos) är en kommun i Filippinerna. Kommunen ligger på ön Luzon, och tillhör provinsen Pangasinan. Folkmängden uppgår till 18 142 invånare.
Burgos är indelat i 14 barangayer.